# Патриція Г'юїтт
Патриція Гоуп Г'юїтт (англ. Patricia Hope Hewitt; нар. 2 грудня 1948, Канберра, Австралія) — британський політик-лейборист.

## Життєпис
Дочка сера Ленокса Г'юїтта, провідного державного службовця у канцелярії прем'єр-міністра Австралії. Освіту здобула у Дівчачій гімназії Канберри та Австралійському національному університеті. Вона продовжила навчання у Кембриджському і Оксфордському університетах. У 1981 році вона вийшла заміж за адвоката Вільяма Бертлза, з яким вона має доньку (1986) і сина (1988). У 1971 році вона почала працювати у відділі по зв'язках з громадськістю Age Concern. У 1973 році вона стала членом Національної ради громадянських свобод Великої Британії, де займалася правами жінок. У 70-х роках вона приєдналася до Лейбористської партії.
Г'юїтт була пов'язана з лівим крилом партії і належала до послідовників Тоні Бенна. У 1981 році вона публічно засудила лівих лейбористів, які не голосували за Бенна на посаду заступника лідера партії під час виборів, що дозволило перемогти Денісу Гілі. У 1983 році Г'юїтт намагалась стати членом парламенту, після поразки була прес-секретарем лідера Лейбористської партії Ніла Кіннока. До Палати громад вона була вперше обрана у 1997 році.
У 1998 році вона стала членом уряду як Економічний секретар Казначейства. У 1999 році вона була призначена Державним міністром у Міністерстві торгівлі і промисловості, відповідала за мале підприємництво та електронну комерцію. Після виборів у 2001 році Г'юїтт стала Міністром торгівлі і промисловості, вона також була призначена членом Таємної ради. У травні 2005 року вона очолила Міністерство охорони здоров'я, на цій посаді стала відома прихильником повної заборони на куріння у громадських місцях (яке у кінцевому підсумку стало законом 1 липня 2007). Він також прагнула ввести медичну підготовку Application Service для молодих лікарів, проект впровадження цієї системи був підданий критиці з боку опозиції і медичного середовища (Консервативна партія навіть висловила вотум недовіри Г'юїтт, але безуспішно).
Г'юїтт обіймала цю посаду до кінця прем'єрства Тоні Блера. Новий прем'єр-міністр Гордон Браун, який вступив на посаду у червні 2007 року, не призначив її на будь-яку міністерську посаду. Вона залишила парламент у 2010 році.